# Revêtement antisalissure biomimétique
 (mars 2016).
Le contenu est difficilement compréhensible vu les erreurs de traduction, qui sont peut-être dues à l'utilisation d'un logiciel de traduction automatique.
Les revêtements antisalissures biomimétiques sont des revêtements spéciaux qui empêchent l'accumulation d'organismes marins sur une surface immergée. Les revêtements antisalissures (antifouling) les plus employés ne sont pas biomimétiques, mais sont basés sur des composés synthétiques non-biodégradables, voire toxiques, qui peuvent avoir des effets nuisibles sur l'environnement et la santé humaine (via le réseau trophique). Il s'agit principalement de composés du TBH, présents dans les peintures luttant contre l'encrassement biologique des coques des navires. Bien que très efficaces contre l'accumulation de bernacles et d'autres organismes fixés sur ces coques, les peintures contenant des organostanniques sont préjudiciables à de nombreux autres organismes et interrompent les chaînes alimentaires marines,.

## Méthodes chimiques
La plupart des revêtements antisalissures sont basés sur des composés chimiques qui inhibent la fixation et le développement des organismes responsables de l'encrassement biologique. Lorsqu'ils sont incorporés dans des revêtements marins, ces biocides diffusent dans l'environnement immédiat. L'agent anti-encrassement synthétique classique est le tributylétain (TBH). L'action des biocides naturels dure moins longtemps et leur efficacité varie, mais leur impact environnemental est plus faible car ils sont moins toxiques.

Structure chimique de la bufaline (3,4-dihydroxybufa-20,22 diénolide)

Les biocides naturels proviennent d'une grande variété de sources végétales et animales (éponges, algues, coraux, oursins, bactéries et ascidies), et comprennent les toxines et les anesthésiques dont les molécules inhibent la croissance et la métamorphose des organismes visés. En tant que groupe, les microalgues marines produisent seules plus de 3 600 métabolites secondaires qui jouent des rôles écologiques complexes, notamment la défense contre les prédateurs et la protection antifouling, faisant croitre l'intérêt scientifique pour la recherche des biocides marins naturels. Ces biocides sont généralement divisés en deux catégories : les terpènes (contenant souvent des groupes insaturés de ligands et des groupes fonctionnels d'oxygène électronégatifs) et les non terpènes.
Divers tanins (non terpéniques), synthétisés naturellement par une variété de plantes, sont des biocides efficaces lorsqu'ils sont combinés avec des sels de cuivre et de zinc. Les tanins sont capables de floculer avec une variété de cations, qui présentent ainsi des propriétés antiseptiques. Le biocide naturel le plus efficace est le 3,4-dihydroxybufa-20,22 diénolide ou bufaline (un stéroïde de bufotoxine de Bufo vulgaris), qui est plus de cent fois plus efficace que les TBH contre l'encrassement biologique. La bufaline est cependant coûteuse. Quelques composés naturels plus simples à synthétiser, tels que la nicotinamide ou 2,5,6-tribromo-1-méthylamine (de Zoobotryon pellucidum), ont été incorporés dans des peintures antisalissures brevetés.
Un inconvénient important des agents chimiques biomimétiques est la courte durée de vie. Les biocides naturels devant diffuser hors du revêtement pour être efficaces, le taux de lixiviation est un paramètre clé.
où La est la fraction du biocide effectivement libérée (typiquement autour de 0,7), a est la fraction massique de l'ingrédient actif dans le biocide, DFT est l'épaisseur du film sec, Wa est la concentration du biocide naturel dans la peinture humide, SPG est la densité de la peinture fraîche, et SVR est le pourcentage volumique de peinture sèche rapporté à peinture humide .

## Mimétisme de la peau de requin
La surface de la peau de requin a inspiré une famille de revêtements antisalissure : elle est en effet composée de plaques chevauchantes nanométriques et présente des crêtes parallèles qui empêchent efficacement les requins de s'encrasser même lorsqu'ils se déplacent lentement. Les qualités antisalissures des requins dépendent fortement de l'indice de rugosité d'ingénierie (IRI).
où r est le rapport de la rugosité Wenzel, n est le nombre d'éléments de surface distincts, et φ est la fraction surfacique des sommets des éléments de surface. Une surface complètement lisse aurait un IRI nul par exemple.
En utilisant cette équation, la quantité de spores par mm² peut être modélisée. Semblable à une peau de requin réelle, les motifs du Sharklet AF possède des microstructures en trois dimensions avec une IRI de 9,5 réduisant de 77 % la fixation des micro-salissures. D’autres surfaces rugueuses artificielles nanométriques, comme des colonnes circulaires de 2-um de diamètre (IRI = 5.0) ou des arêtes de 2-µm de large (IRI = 6.1) réduisent la fixation de salissures de 36 % et 31 %, respectivement. Une surface plus structurée, composée de colonnes circulaires de 2-µm de diamètre et de triangles équilatéraux de 10 µm de côté (IRI = 8,7) réduit la fixation des spores de 58 %. Les angles de contact obtenus pour les surfaces hydrophobes sont directement liés à la surface des rugosités par l'équation Wenzel.

## Conclusions
Les revêtements antisalissures biomimétiques sont bénéfiques en raison de leur faible impact environnemental et de leur efficacité démontrée. Certaines propriétés d'un revêtement antisalissure biomimétique peuvent être prédites à partir des angles de contact issus de l'équation de Wenzel et de l'IRI. Les matériaux naturels tels que la peau de requin continuent d'inspirer les scientifiques pour améliorer les revêtements actuellement sur le marché.